# Röukasträsket
Röukasträsket är en sjö i Finland. Den ligger i kommunen Vörå i landskapet Österbotten, i den centrala delen av landet, 400 km norr om huvudstaden Helsingfors. Röukasträsket ligger 36,4 meter över havet. Arean är 3,27 kvadratkilometer och strandlinjen är 21,18 kilometer lång. Sjön  ingår i Kimo å huvudavrinningsområde. 